# Mostovi Novog Sada
Ovo je popis mostova na Dunavu kod Novog Sada koji se nalaze između 1 252 i 1 262 kilometra toka rijeke.

## Mostovi do 1945. godine
- Pontonski most, 1788. – 1918.
- Poćorekov most, 1914. – 1924.
- Željeznički most 1883. – 1941. (uništen od jugoslavenske vojske da bi usporili prodiranje njemačke vojske na jug); 1941. – 1944. (uništen od njemačke vojske pri povlačenju).
- Most kraljevića Tomislava, 1928. – 1941. (uništen od jugoslavenske vojske da bi usporili prodiranje njemačke vojske na jug)

## Uništeni mostovi 1999. godine
Ovi mostovi su uništeni za vrijeme NATO-vog bombardiranja SR Jugoslavije:
- Most Maršala Tita, (od 1991. promijenjen naziv u Varadinski most) sagrađen 1946.
- Žeželjev most, sagrađen 1961.
- Most slobode, sagrađen 1981., obnovljen 2005.

## Mostovi sagrađeni poslije 1999.
- Pontonski most, postavljen kao privremeno rješenje, 1999. – 2005. (zatvoren poslije puštanja u promet mosta slobode)
- Cestovno-željeznički most, postavljen 2000. godine kao privremeno rješenje
- Varadinski most, 2000.
- Most slobode, obnovljen 2005.

- Pontonski most
- Varadinski most
- Most slobode
- Cestovno-željeznički most
- Kaćki most
- Temerinski most
- Klisanski most

## Vanjske poveznice
Sestrinski projekti
|  | Zajednički poslužitelj ima još gradiva o temi Mostovi Novog Sada |